# 王家镇 (邻水县)
王家镇，是中華人民共和國四川省鄰水縣下辖的一个乡镇级行政单位。

## 沿革[2][3][4]
- 道光十四年（1834年），全縣設36場，為王家場。
- 民國24年(1935年)7月1日，將6個區合併為3個區，49個鄉鎮合併為43個鄉鎮，王家鄉改置王家鎮，屬第二區署。
- 民國29年(1940年)，實行新縣制，改3個區為4個區，將43個聯保辦公處合併為22個鄉鎮公所。石龍鄉、三教鄉、古家鄉、王家鎮合併為四興鎮。
- 民國31年(1942年)1月6日，按《鄉鎮組織法暫行條例》規定，全縣劃為6個區，35個鄉鎮公所，四興鎮仍分置王家鄉、三古鄉、同石鄉。
- 1994年，高石鄉併入王家鄉，建王家鎮。

## 行政區劃[5]
王家镇下辖以下地区：
新街社區、老街社區、川心村、峽馬村、大灘村、岩河村、洪岩村、寒安村、合心村、齊心村、松林村、會龍村、漢口村、石佛村、空樹村、雙龍村。
- 原王家鄉轄有十一個村，為：川心村、白鹤村、地选村、峽馬村、破窑村（大灘村）、岩河村、洪岩村（红岩村）、寒安村、合心村（合兴村）、齊心村、松林村。
- 原高石鄉轄有六個村，依次為：應龍村、地龍村、漢口村、會龍村、石佛村、空樹村。